# Radio Contact (Saint-Dié)
 (mai 2021).
- Si vous ne connaissez pas le sujet, laissez ce bandeau (vous pouvez alors contacter les auteurs).
- Si vous supprimez le contenu mis en cause (vous pouvez préalablement contacter les auteurs),

argumentez précisément cette suppression dans la page de discussion
(un manque de référence n'est pas un argument ; une recherche réelle de référence doit avoir été effectuée, être formellement documentée).
Pour les articles homonymes, voir Radio Contact (homonymie).
Radio Contact était une radio associative française qui existait depuis 1983 et qui a définitivement cessé d'exister depuis la nuit du 27 au 28 septembre 2010 à minuit. Elle émettait sur le bassin de la Meurthe. Son siège et ses studios étaient situés à Saint-Dié-des-Vosges.

## Historique
- Juin 1982 : Première émission expérimentale de Radio Contact.
- 23 novembre 1982 : Demande officielle d’autorisation d’émettre.
- 6 janvier 1983 : Début des émissions officielles et quotidiennes de Radio Contact depuis un studio de la Maison Pour Tous.

Le siège est situé au 1, rue Jean-Maurice André, à Saint-Dié.
- 21 janvier 1983 : La Commission consultative des radios locales privées (commission Galabert), (voir aussi Médiateur du cinéma) donne un avis favorable à Radio Contact, à condition qu’elle s’associe à Radio Saint-Dié.
- Fin mars 1983 : Signature d’un protocole d’accord entre les deux radios.
- 4 mai 1983 : Les deux radios se partagent la fréquence 96.4 FM.
- 16 juin 1983 : Incendie des studios et suspension des émissions.
- 24 juin 1983 : Reprise des émissions depuis un studio du Foyer des Jeunes Travailleurs.

Les studios provisoires sont situés 1, rue Ernest Colin, à Saint-Dié.
- 30 juin 1983 : Création de l’Association Fréquence Contact, association autonome de la Maison Pour Tous. Il devient impossible d'émettre depuis le FJT et la radio utilise pour l'été le sous-sol d'un domicile privé.
- 1er septembre 1983 : Nouveau changement de studio. La station assure 29h d’émissions hebdomadaires. Les nouveaux studios se situent 12 place de la rochotte, à Saint-Dié.
- 3 septembre 1983 : Radio Saint-Dié dénonce le protocole d’accord.
- 6 octobre 1983 : Radio Saint-Dié décide d’occuper la fréquence 96.4 en permanence et brouille Radio Contact.
- 1er février 1984 : Après plusieurs mois de conflit et de brouillage avec Radio Saint-Dié et un arbitrage de la commission Galabert, Radio Contact est enfin autorisée à occuper une fréquence pour elle toute seule, le 91.5 FM
- 15 février 1984 : Radio Contact passe à 50 heures de programmes hebdomadaires
- 27 février 1984 : Parution de l’autorisation d’émettre au journal officiel
- Avril 1984 : La station choisit de rester dans son statut associatif et de refuser la publicité
- Février 1985 : Nouvelle autorisation d’émettre sur le 91.5 délivrée par la haute autorité
- Octobre 1985 : Nouveau changement de locaux. La nouvelle fréquence attribuée est le 104.9 FM.

Radio Contact se situe au 112 rue d’Alsace, à Saint-Dié-des-Vosges
- 8 mars 1998 : Incendie de l’immeuble qui héberge Radio Contact. Tout le matériel est noyé par les pompiers. La station doit cesser d’émettre.
- Janvier 1999 : Nouvelle autorisation d’émettre délivrée par le CSA. Après presque un an de silence, les émissions reprennent sur le 104.9 dans de nouveaux locaux.

La nouvelle adresse de Radio Contact est l’adresse actuelle, le 4 bis rue de la gare, à Saint-Dié-des-Vosges.
- Janvier 2005 : Les travaux pour l’informatisation de la station sont enfin envisageables, après plusieurs tentatives infructueuses.
- 18 avril 2005 : Lancement des nouveaux programmes en direct, à midi. Radio Contact est informatisée et diffuse désormais ses propres programmes 24h sur 24.
- 29 juin 2005 : Pierre Colin, le doyen des animateurs de Radio Contact, décède à l’âge de 84 ans.
- 22 septembre 2006 : Radio Contact lance un appel aux auditeurs afin de trouver une solution financière à ses difficultés qui risquent de tuer la station.
- 16 décembre 2006 : Après 9 mois de lutte, Radio Contact sort d’une crise financière sans précédent et repart pour une année supplémentaire.
- Juillet 2007 : La station est créditée d'un score d'audience historique avec 7300 auditeurs par jour en audience cumulée, selon les chiffres officiels de Médiamétrie.
- Mars 2009: La station ne répond pas à l'appel à candidature du CSA pour le renouvellement de sa fréquence
- Septembre 2010: "no hope, no love, no glory" seront les dernières paroles de l'ultime chanson diffusée sur l'antenne avant l'arrêt des émissions. Sans animateur et à l'image de ces derniers mots, la station disparait dans l'indifférence générale.
- Septembre 2011: La fréquence de la radio est attribuée à Europe 1.